# ميشيل بريدغز
ميشيل بريدغز (بالإنجليزية: Michelle Bridges)‏ هي كاتِبة أسترالية، ولدت في 20 أكتوبر 1970 في نيوكاسل في أستراليا.

## وصلات خارجية
- الموقع الرسمي
- ميشيل بريدغز على موقع IMDb (الإنجليزية)